# Гильченко, Андрей Николаевич
Гильченко Андрей Николаевич (род. 19 ноября 1980, Кривой Рог, Днепропетровская область) — украинский спортсмен (пулевая стрельба по движущейся мишени). Мастер спорта Украины (1995), мастер спорта Украины международного класса (1996).

## Биография
Родился 19 ноября 1980 года в городе Кривой Рог.
В 2002 году окончил Днепропетровский государственный институт физической культуры и спорта.

## Спортивная карьера
- Чемпион мира 1998 года;
- Двукратный чемпион Европы 1999 года в командных зачётах;
- Рекордсмен мира среди юниоров 1996 года в командном зачёте;
- Многократный чемпион Украины (1995—2005).

Выступал за спортивные общества «Украина» и «Динамо» (Кривой Рог).
Тренер — Геннадий Чапала.

## Награды
- Мастер спорта Украины (1995);
- Мастер спорта Украины международного класса (1996).